# Atabaque

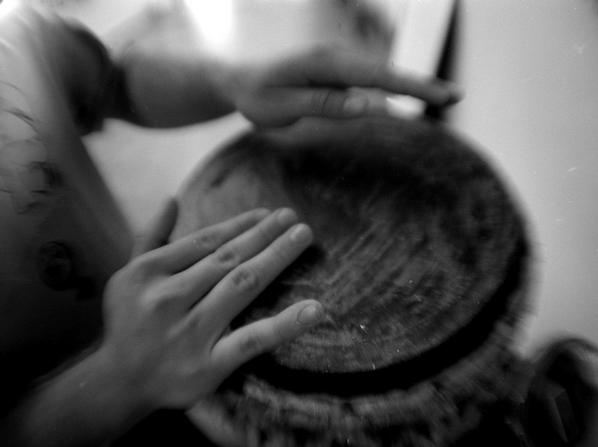
Bubnování na atabaque

Atabaque [ata´baki] je vysoký, dřevěný afro-brazilský ruční buben. Tradičně se vyrábí z jacarandového dřeva. Je užíván v bojových uměních capoeira, maculelê a v rituálech kandomble. Existují tři typy tohoto bubnu, v capoeiře je užíván pouze jeden, zatímco jinde obvykle všechny tři:
- rum – velký s hlubokým zvukem
- rumpi – střední
- le – malý s vysokým zvukem

V kandomble jsou tyto bubny považovány za posvátné a slouží jako prostředníci mezi lidmi a Oriši, bohy. Tradičně jsou křtěny, nakrmeny palmovým olejem, medem, svěcenou vodou a krví z obětované slepice. Bubny nelze bez odsvěcení a nového vysvěcení prodat či zapůjčit.